# David Rozehnal
David Rozehnal, né le 5 juillet 1980 à Šternberk, est un footballeur international tchèque qui évolue au poste de défenseur. Il a mis un terme à sa carrière en 2018.

## Biographie
Champion d'Europe espoirs en 2002 avec la Tchéquie, David Rozehnal connaît sa première sélection en équipe nationale A de Tchéquie le 18 février 2004 face à l'Italie. Il signe au Paris Saint-Germain le 17 juin 2005, l'indemnité de transfert s'élève à trois millions d'euros.
Défenseur solide, doté d'une bonne vision du jeu, il compose en compagnie de Mario Yepes la charnière centrale du PSG. Sur les 46 matches officiels du PSG en 2005-2006, David est titulaire 45 fois et n'est remplacé qu'une seule fois, à la 72e minute sur blessure, le 22 octobre en championnat. Le seul match raté par David Rozehnal est le seizième de finale de la Coupe de la Ligue à la suite d'une blessure contractée le 22 octobre en championnat.
Il dispute la phase finale de la Coupe du monde 2006 avec l'équipe de Tchéquie.
Lors de la saison 2006-2007, David Rozehnal s'impose comme le chef de la défense parisienne. Il est incontournable pour Guy Lacombe, comme pour Paul Le Guen. Rozehnal inscrit son premier but en championnat lors du déplacement à Monaco (victoire 2-1 du PSG) sur une frappe du pied droit à 30 mètres du but.
À l'issue de la saison 2006-2007, il signe un contrat de quatre ans avec le club anglais de Newcastle United, le transfert étant estimé à 4,3 millions d'euros. Il est une nouvelle fois titulaire mais son manque d'agressivité pour le championnat anglais ne lui permet pas de se faire un nom chez les Magpies.
Le 31 janvier 2008, il est prêté à la Lazio Rome où il signe définitivement en juin 2008 pour quatre ans. Pour sa deuxième saison en Serie A, il réussit une bonne saison et gagne la Coupe d'Italie 2009.
En juillet 2009, il signe un contrat de trois ans plus une en option avec le club allemand de Hambourg SV. L'indemnité de transfert est de 4,9 millions d'euros.
Le 31 août 2010, trois ans après son passage au PSG, le solide défenseur tchèque est prêté au Lille OSC pour un an sans option d'achat, et retrouve de ce fait la Ligue 1. Il marque son premier but sous les couleurs lilloises lors de la victoire 5-0 contre Arles-Avignon le 30 avril 2011 d'un superbe lob sur le gardien arlésien Cyrille Merville.
Le 29 juin 2015, Rozenhal s'engage pour une saison avec le club belge du KV Ostende. Il annonce sa retraite le 4 avril 2018.

## Statistiques
| Saison           | Club             | Pays               | Championnat    | Championnat | Championnat | Championnat  | Championnat  | Coupes nationales | Coupes nationales | Europe | Europe | Europe |
| Saison           | Club             | Pays               | Division       | Matchs      | Buts        | Cartons      | Cartons      | Matchs            | Buts              | Coupe  | Matchs | Buts   |
| ---------------- | ---------------- | ------------------ | -------------- | ----------- | ----------- | ------------ | ------------ | ----------------- | ----------------- | ------ | ------ | ------ |
| Saison           | Club             | Pays               | Division       | Matchs      | Buts        | Carton jaune | Carton rouge | Matchs            | Buts              | Coupe  | Matchs | Buts   |
| 1999 - 2000      | Sigma Olomouc    | République tchèque | Gambrinus liga | 4           | -           | ?            | ?            | -                 | -                 | C3     | 2      | -      |
| 2000 - 2001      | Sigma Olomouc    | République tchèque | Gambrinus liga | 13          | 1           | -            | -            | -                 | -                 | -      | -      | -      |
| 2001 - 2002      | Sigma Olomouc    | République tchèque | Gambrinus liga | 28          | 1           | ?            | ?            | -                 | -                 | C3     | 2      | -      |
| 2002 - 2003      | Sigma Olomouc    | République tchèque | Gambrinus liga | 27          | -           | ?            | ?            | -                 | -                 | C3     | 2      | -      |
| 2003 - 2004      | FC Bruges        | Belgique           | Jupiler League | 27          | -           | 1            | -            | 1                 | -                 | C1+C3  | 7+3    | -      |
| 2004 - 2005      | FC Bruges        | Belgique           | Jupiler League | 24          | 1           | 2            | -            | 2                 | -                 | C3     | 6      | -      |
| 2005 - 2006      | Paris SG         | France             | Ligue 1        | 38          | -           | 6            | -            | 7                 | -                 | -      | -      | -      |
| 2006 - 2007      | Paris SG         | France             | Ligue 1        | 37          | 1           | 4            | -            | 5                 | -                 | C3     | 9      | -      |
| 2007 - jan. 2008 | Newcastle United | Angleterre         | Premier League | 21          | -           | -            | -            | 4                 | -                 | -      | -      | -      |
| jan. 2008 - 2008 | Lazio Rome       | Italie             | Serie A        | 10          | -           | 1            | -            | -                 | -                 | -      | -      | -      |
| 2008 - 2009      | Lazio Rome       | Italie             | Serie A        | 28          | -           | 2            | -            | 5                 | -                 | -      | -      | -      |
| 2009 - 2010      | Hambourg SV      | Allemagne          | Bundesliga     | 23          | 1           | 3            | 1            | 1                 | -                 | C3     | 11     | -      |
| 2010 - 2011      | Lille OSC        | France             | Ligue 1        | 13          | 1           | 2            | -            | 6                 | -                 | C3     | 8      | -      |
| 2011 - 2012      | Lille OSC        | France             | Ligue 1        | 15          | 1           | 6            | -            | 3                 | -                 | C1     | 4      | -      |
| 2012 - 2013      | Lille OSC        | France             | Ligue 1        | 12          | 0           | -            | -            | 3                 | -                 | C1     | 4      | -      |
| 2013 - 2014      | Lille OSC        | France             | Ligue 1        | 17          | 0           | -            | -            | 5                 | -                 | -      | -      | -      |
| 2014 - 2015      | Lille OSC        | France             | Ligue 1        | 18          | 0           | -            | -            | 2                 | -                 | C1+C3  | 1+2    | -      |
| 2015 - 2016      | KV Ostende       | Belgique           | Jupiler League | 29          | 1           | 2            | -            | -                 | -                 | -      | -      | -      |

Dernière mise à jour le 30 juin 2015

## Palmarès

### En club
- Champion de Belgique en 2005 avec le FC Bruges
- Champion de France en 2011 avec le Lille OSC
- Vainqueur de la Coupe de Belgique en 2004 avec le FC Bruges
- Vainqueur de la Coupe de France en 2006 avec le Paris Saint-Germain
- Vainqueur de la Coupe d'Italie en 2009 avec la Lazio Rome
- Finaliste de la Coupe de Belgique en 2005 avec le FC Bruges

### EnÉquipe de Tchéquie
- 60 sélections et 1 but entre 2004 et 2009
- Champion d'Europe Espoirs en 2002 avec les espoirs
- Participation à la Coupe du monde en 2006 (premier tour)
- Participation au Championnat d'Europe des Nations en 2008 (premier tour)